# Еллада (фема)
Фема Еллада (грец. θέμα Ἑλλάδος) — військово-адміністративна одиниця Візантійської імперії (фема), яка розташовувалась у Середній Греції. Утворено наприкінці 680-х років. Припинила існування 1204 року внаслідок захоплення хрестоносцями.

## Історія
З часів пізньої Римської імперії була частиною провінції Ахайя. З VI ст. в офіційному листування термін «Еллада» став використовуватися для позначення південної частини Ахайї. З 560-х років відбувається нашестя слов'янських племен на Балканський півострів. Значні Беотії, Аттики та Пелопоннесу було захоплено або сплюндровано слов'янами протягом 570-х років. У результаті утворилася ситуація, коли прибережні області та міста залишилися під владою Візантії, а сільська місцевість була зайнята прибулими племенами.
Для протидії ворогам у 687 році імператором Юстиніаном II було здійснено перші кроки для створення феми Еллада. Втім, вони мали короткочасне значення, оскільки насамперед були спрямовані на підготовку до військового походу імператорських військ проти слов'ян. Імператор наказав переселити сюди плем'я мардиатів з гірської частини Кілікії. Остаточно формування феми заведено до середини 690-х років.
До кінця VIII ст. слугувала важливою базою для наступу на слов'янські племена, які здійснювали спустошливі набіги, також імператорський уряд прагнув приборкати останніх, багатьох було переселено до Малої Азії. Спочатку територія охоплювала східне узбережжя Середньої Греції. До середини 780-х років імператорам Костянтину V та Ставракію вдалося встановити контроль на внутрішніх областях Фессалії та Середньої Греції, де утворилися слов'янські архонтії (автономні утворення), що підпорядковувалися стратегу феми Еллада. 799 року частина військ феми підтримала заколот цезаря Никифора, проте невдало. Близько 800 року з феми було виокремлено самостійну фему Пелоппоннес.
Водночас значна увага приділялася зміцненню портів, де базувався візантійський флот (від 10 дромонів). Звідси здійснювалися походи до Сицилії та Криту. У 726—727 роках флот феми повстав проти іконоборчої політики імператора Лева III, але зазнав поразки. З 820-х років основні сили феми було спрямовано на боротьбу з Критським еміратом. Водночас ворожий флот завдавав фемі значної шкоди. Внаслідок цього торгівлі через міста Еллади майже припинилася, але розвивалися суходольні шляхи та внутрішня торгівля. Проте в 918 та 923 році територія феми зазнала потужного нападу Болгарії, війська якої дійшли до Фів, які було сплюндровано. В результаті фінансовий та економічний стан феми до 960-х років був у занепаді. Лише після захоплення Криту візантійським флотом у 961 році та поразки болгар у битві при Сперхіосі 997 року відновлюється захист феми. З цього часу починається її піднесення.
З XI ст. фема поступово перетворюється на сукупність фіскальних округів — горія, хартулата і епіклепс, центрами яких були міста Афіни, Коринф, Фіви, Лариса, Патри, Халкида. Військовими справами, значними будівельними роботами керував мегадукс, що поєднував цю посаду з посадою стратега. Водночас остаточно було ліквідовано слов'янські архонтії.
З початком нападів болгар та норманів у 1060-х роках на Балкани військове значення феми знову зростає. У 1080-х роках фема Еллада була місцевим військових дій між сицилійськими норманами та війзантійським імператором Олексієм I. Саме у битві при Ларисі 1083 року норманам завдано рішучої поразки.

Фема Еллада у X—XI ст.

Водночас з 1090-х років починається торгівельне послаблення візантійців в цій фемі, оскільки імператор надає привілеї італійським містам-республікам, насамперед Венеції. До середини XII ст. Венеція мала в містах Коринф, Афіни, Халкида і Фіви значний вплив. Завдяки діям Мануїла I у 1171—1173 роках значення Венеції тут підупало. Проте боротьба за владу у 1080-х роках послабила візантійський уряд, чим скористалася Венеційська республіка. Спроба імператора Олексія III у 1198 році виправити ситуацію завершилася цілковитою невдачею — Венеція отримала привілеї в усіх прибережних містах.
У часи династії Комнінів відбувається найбільший розквіт економіки феми, шовкові майстерні існували у містах Фіви, Халкида, Ламія, Равеніка, які приносили значні прибутки до скарбниці імператора. Шовкова промисловість феми (цим займалися здебільшого жиди) стала провідною в імперії. Втім, за часів династії Ангелів через посилення оподаткування, постійні повстання та заколоти відбувається новий занепад.
У 1204 році цю територію захопив Боніфацій Монферратський, що утворив Афінське герцогство, Бодоніцький маркизат, Салонське графство та Негропонтську сеньйорію.

## Адміністрація
Спочатку до складу феми входила більшість колишньої провінції Ахайя, зокрема Фессалія, беотія, Аттика, Евбея, Акарнанія, Етолія та Пелопоннес, а також острови Скірос і Кеа, з IX ст. — виокремився Пелопоннес у самостійну фему. Адміністративним центром було місто Фіви, а з X ст. — Лариса.
На чолі стояв стратег у ранзі протоспафарія, чия щорічня зарплатня становила 12 лібрів золота. В штаті феми також були діойкит, турмарх, коммеркіарій. За часів Македонської династії тцт розміщувалося 2 тис. вояків. У X—XI ст. була поширена практика поєднання посад стратегів фем Еллада і Пелопоннес з рангом протонотарія, претора та критая. З XI ст. посада стратегів Еллади і Пелопоннесу була поєднано з посадою мегадукса (очільника візантійського флоту). Втім, він здійснював загальне управління, але переважно займався військовими справами. Цивільні питання розглядалися місцевими преторами. В середині XI ст. північна Фессалія була передана до складу феми Фессалоніки.

## Відомі очільники
- Леонтій (687—695)
- Крініт Аротра (930-ті)
- Костянтин Хіросфакт (1090-ті)
- Андронік Контостефан (1161—1176)